# Université de Jordanie
L'université de Jordanie (en arabe : الجامعة الأردنية) est une université publique située à Amman, en Jordanie. Fondée en 1962, elle est la plus grande université du pays. L'université compte plus de 38 000 étudiants inscrits, dont 12 % sont des étudiants étrangers.
Elle est classée par le U.S. News & World Report au 19e rang du classement régional 2016 des universités arabes.

## Historique
L'université a été créée en 1962 par un décret royal dans le nord de Amman à cette époque. Les alentours de l'université est l'un des districts métropolitains de Amman et est appelé « district de l'Université ».

## Enseignement
L'université de Jordanie offre premier et deuxième diplômes dans 20 collèges (facultés) et des instituts.
L'académie jordanienne de la langue arabe
Un des 10 académies dans le monde qui régulent la langue et de la littérature arabe. L'académie est considérée comme l'une des meilleurs références du monde pour la langue arabe et la littérature arabe. La principale publication de l'académie est la revue semestrielle Le Journal de Jordanie. Académie de la langue arabe  (ISSN 0258-1094), ainsi que de nombreux dictionnaires et d'autres publications.

## Hôpital universitaire
L'université a aussi des affiliations avec le Centre oncologique du roi Hussein, qui a été le premier centre cancérologique de l'extérieur des États-Unis à être accrédité par la certification JCI spécifique des maladies (DSC) - (novembre 2007) 

## Personnalités liées à l'université

### Enseignants
- Rula Quawas, professeur de langues, doyenne de la faculté des langues, première à donner un cours sur le féminisme.

### Étudiants
Les diplômés de UJ ont accédé à des postes dans de nombreux domaines dans de nombreux pays y compris gouvernement, de la science, des affaires, de la littérature, et militaire. Certains anciens notables sont :
- Rami Hamdallah, le Premier ministre de la Palestine
- John Abizaid, ancien commandant de la United States Central Command
- Jeffrey Feltman, États-Unis secrétaire d'État adjoint aux Affaires du Proche-Orient
- Wadah Khanfar, ancien directeur général de la Al Jazeera Media Network
- Hoshyar Zebari, ministre des Affaires étrangères de l'Irak
- Nadin Dawani, taekwondoïste jordanienne
- Zoulikha Abou Richa, poétesse et féministe jordanienne
- Rula Quawas, universitaire et militante des droits de l'homme jordanienne
- Malik R. Dahlan, président international, Harvard Law School Association Institution Quraysh
- Eid Dahiyat, ancien ministre de l'Éducation du Royaume hachémite de Jordanie
- Zu'bi M.F. Al-Zu'bi, membre de l'Académie de l'enseignement supérieur Royaume-Uni
- Ehab Al Shihabi, directeur exécutif des opérations internationales pour Al Jazeera Media Network
- Yousef Al-Abed, chimiste, professeur à l'Institut Feinstein pour la recherche médicale
- Karin Kneissl, ministre autrichienne des Affaires étrangères

## Galerie

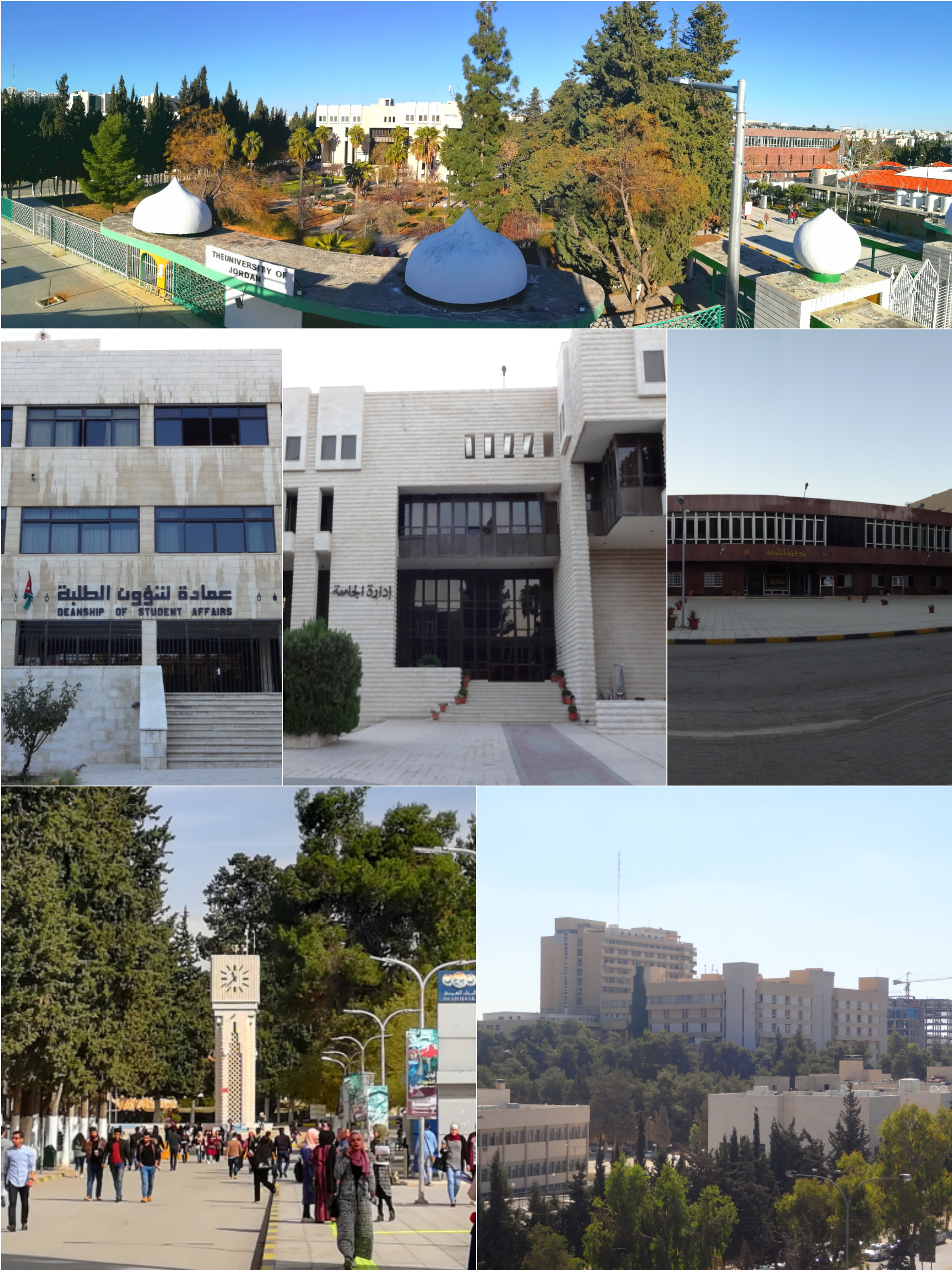
Divers bâtiments.
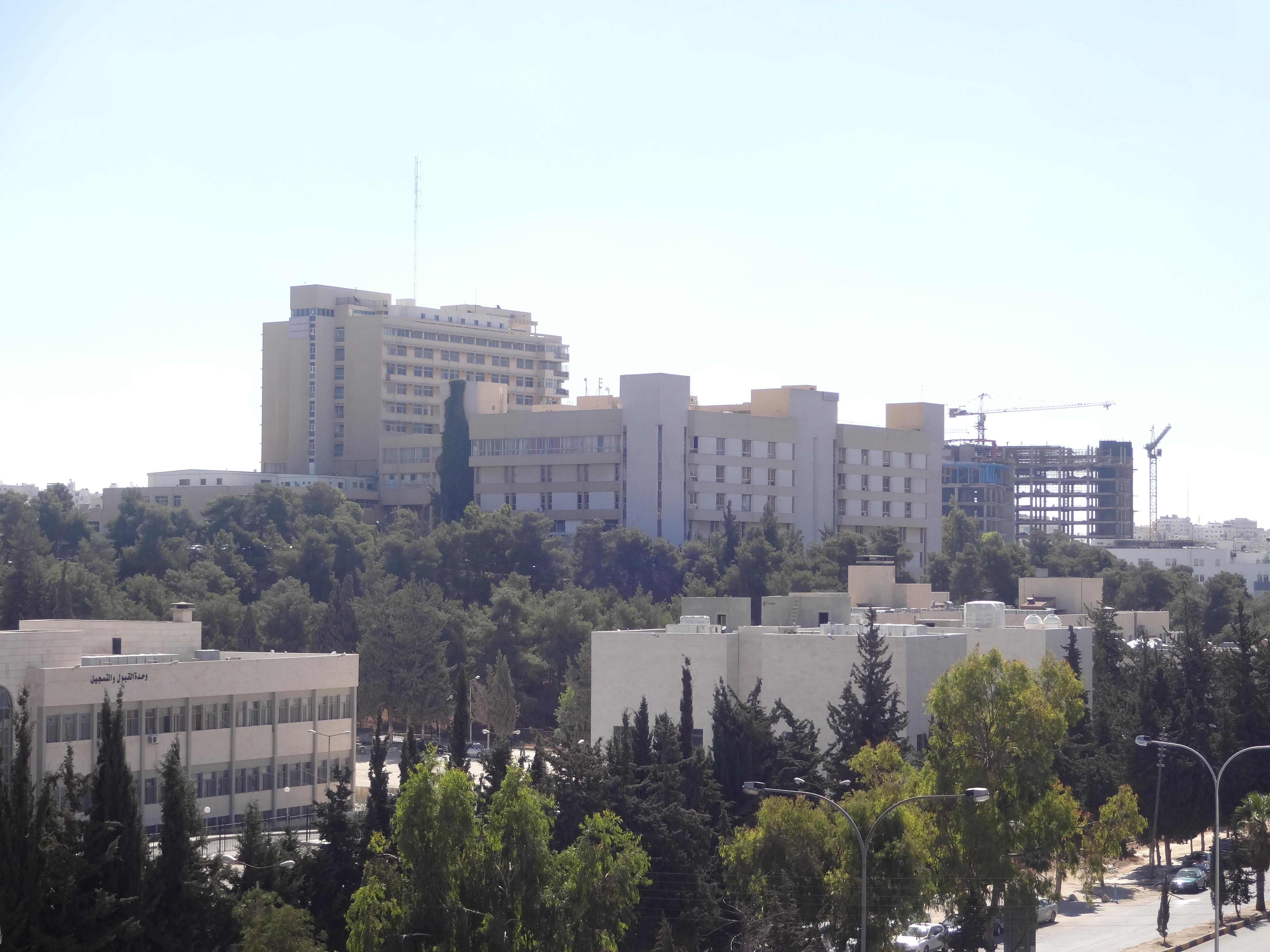
Hôpital et centre médical.
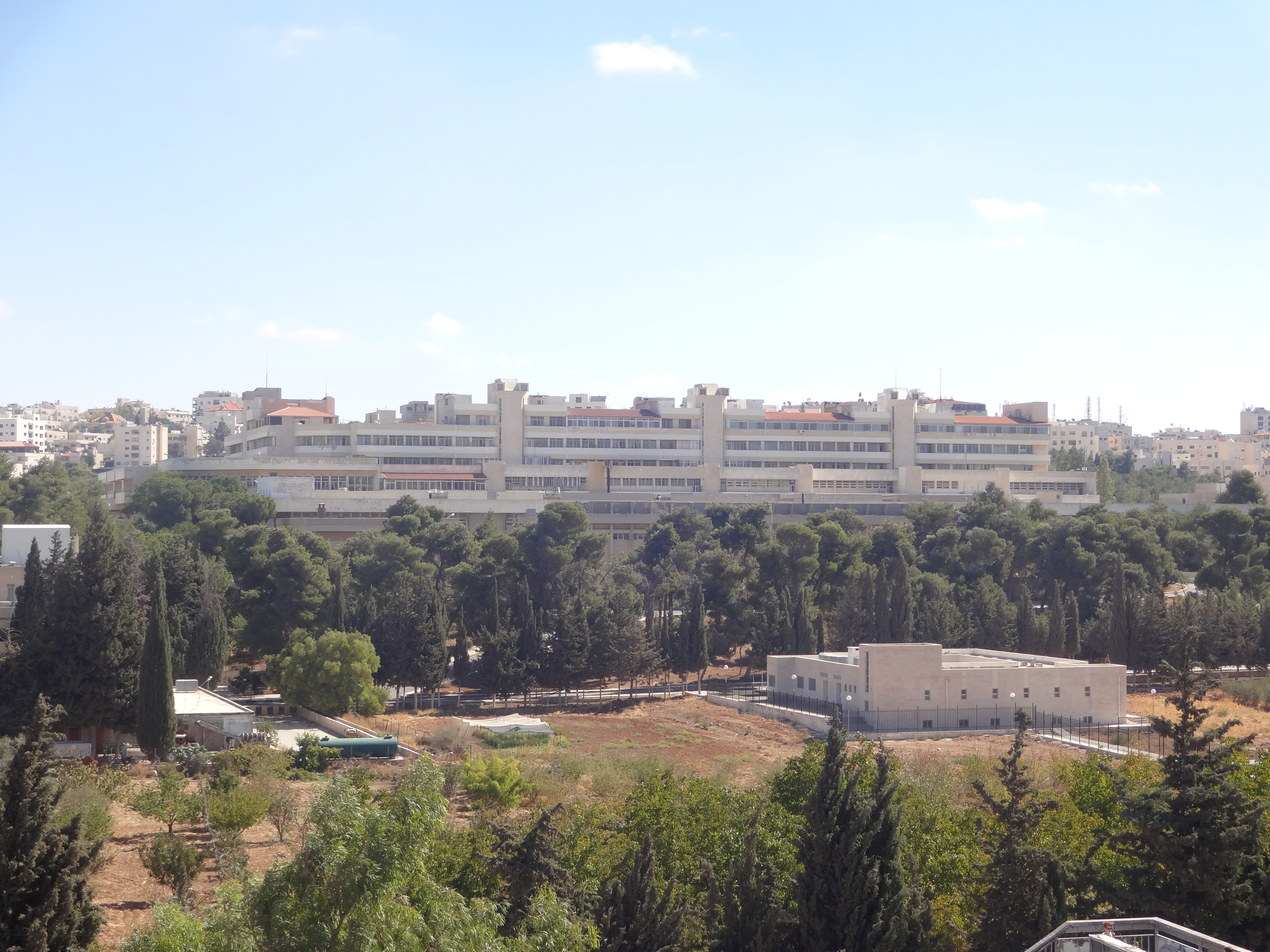
Bâtiment d'ingénierie.
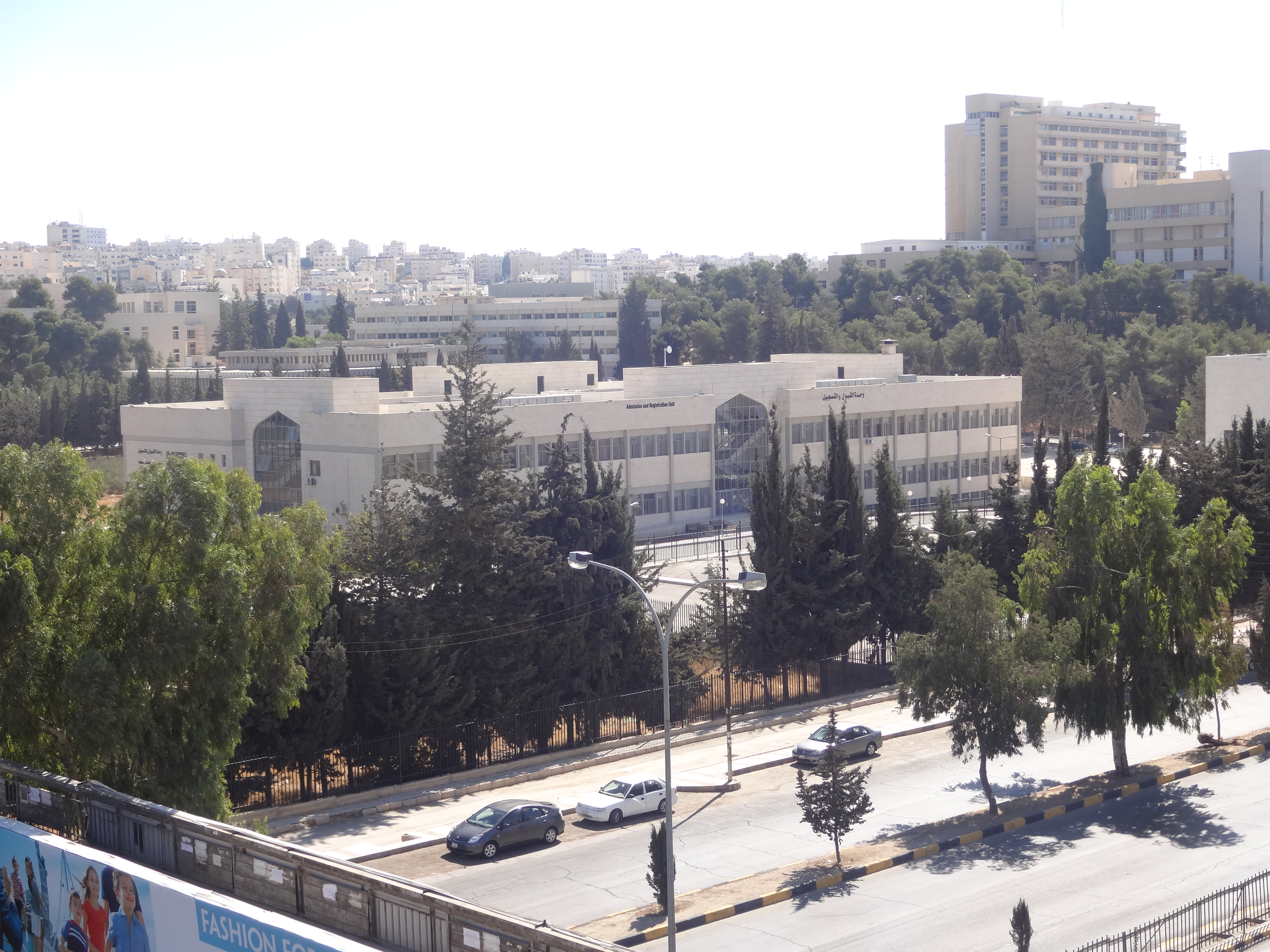
Département des admissions.